# Korianderolaj
A korianderolaj (Coriandri aetheroleum) a koriander illóolaja, a VIII. Magyar Gyógyszerkönyvben is szereplő drog.

## Hatása
Megszünteti az emésztési zavarokat, fájdalomcsillapító, fokozza az étvágyat, reumás, köszvényes tüneteket enyhíti, energiaszint-növelő.

## Használata
Javítja az emésztést, gyomorerősítő. Baktérium- és gombaölő, görcsoldó. Javítja az emlékezőképességet, alkalmas narancsbőr kezelésére.
Bedörzsölőszerként és fürdőként reuma ellen jó. Borogatásként használható fekélyekre.